# Бригитта Ирландская
Бриги́тта (Бриги́да) Ирландская, также известная как святая Бригитта (англ. Saint Brigid, ирл. Naomh Bríd; 451 или 453, Фогарт, Лаут — 1 февраля 523, Килдэр, Килдэр) — ирландская католическая и православная святая, покровительница Ирландии. В православной традиции — преподобная Бригитта, игуменья Килдарская, царевна Ирландская, её память отмечается в Третью неделю по Пятидесятнице, в день празднования Собора Британских и Ирландских святых.

## Биография
О жизни святой Бригитты Ирландской сохранилось мало достоверной информации.
До нас дошли три жития Бригитты (автором одного из которых был Килиан Ирландский), сохранившиеся в большом количестве рукописей и вариантах. Два жития написаны на латинском языке, которые принято называть Vita I, или Vita Prima, и Vita II. Третье житие написано на древнеирландском — Vita III, или Bethu Brigde (BB). Все эти тексты имеют сложную рукописную традицию. Первое Житие (Vita I) было написано между 650 и 725 годом. Однако первое житие, по мнению медиевистов, не является самым древним. По своему стилю и трактуемым темам оно типично для ирландской житийной литературы восьмого и последующих веков. Второе житие (Vita II), меньшее по объёму, является одним из четырёх произведений житийной литературы VII века, которые имеют автора — им был Когитос Килдэрский (лат. Cogitosus, память 18 апреля).
Согласно житию Бригитты, во многом носящему легендарный характер, её отцом был король-язычник Лейнстера, а матерью — рабыня из числа пиктов, обращённая в христианство святым Патриком.
Бригитта прославляется не только своими чудесами, но и своей добротой и милосердием: она раздаёт еду бедным, исцеляет больных, никому не отказывая в помощи.
В руках Бригитты мясо, масло, угощение для гостей практически не иссякает, еды и питья хватает на всех. Эти сюжеты перекликаются с евангельским чудом с пятью хлебами и рыбами, с одной стороны, и со свойствами языческой богини плодородия Бригит. Чтобы молока хватило всем гостям, её коровы доятся три раза в день. Но главный её талант — пивоварение:
Это произошло перед Пасхой: «Что нам делать? — спросила Бригита у своих девушек. — У нас есть мешок солода. Нам надо поставить его бродить, ибо не можем мы остаться без пива на Пасху. В Маг Талах есть восемнадцать церквей. Как дать пива им на Пасху, праздник в честь Господа, чтоб это было питьём, а не едой? К тому же у нас нет сосудов». Это было правдой. В доме были только одна кадка и две бадьи. «Хорошо. Давайте готовить». Вот что было сделано: в одной бадье было приготовлено сусло, в другую его поместили бродить; и то, что было положено во вторую бадью бродить, и из него наполняли кадку и относили в каждую церковь по очереди и возвращались обратно, но, хотя они возвращались быстро, кадка успевала наполняться пивом. Восемнадцать полных бадей было вычерпано из кадки и этого хватило на Пасху. И ни в одной церкви не было недостатка на праздниках от Пасхи до Фомина воскресенья, благодаря трудам Бригиты. [Bethu Brigte 1978, § 21] 
Известно, что около 468 года она обратилась в христианство. Около 480 года ею был основан монастырь в местечке Килдэр (ирл. Cill Dara «церковь (возле) дуба»), где рос почитаемый друидами дуб. Неоднократно Бригитта посещала Килбрайд, где встречалась с Бригой, поныне почитаемой в тех краях. Бригитта была приёмной матерью другой почитаемой ирландской святой Дарлугдах.
Умерла святая Бригитта в основанном ею монастыре в 525 году, но похоронена в городе Даунпатрик рядом со святым Патриком, вместе с которым она считается покровительницей Ирландии.
Почитание святой Бригитты быстро распространилось сначала по Ирландии, а затем по всей западной церкви. Память Бригитты Ирландской в Католической церкви — 1 февраля, в Православной церкви — 23 января ст. ст.

## Комментарии
1. ↑  Варианты написания имени Бригитта или Бригида в латинском — лат. Brigita / Brigida, в английском — англ. Brigid / Brigit / Bridget, в ирландском — ирл. Brighid / Bríd